# Premier League Darts
Premier League Darts – turniej darterski, nadany po raz pierwszy w Wielkiej Brytanii 20 stycznia 2005 za pośrednictwem Sky Sports. Zawody rozgrywane są corocznie od lutego do maja. W pierwszej edycji startowało 7 zawodników, w piątej edycji startowało 8 zawodników, w edycji 2013 udział zapowiedziało 10 najwyżej klasyfikowanych zawodników rankingu Professional Darts Corporation. Zawody rozgrywane są w systemie kołowym. Mecze są rozgrywane głównie w Wielkiej Brytanii, ale również w Irlandii, Holandii i w Niemczech. Zazwyczaj każda kolejka odbywa się w innym mieście.
Na początku turniej zdominował Phil Taylor, wygrywając go sześciokrotnie (2005-2008, 2010 i 2012). W ciągu pierwszych trzech edycji, Taylor nie przegrał żadnego meczu i ustanowił serię 44 spotkań bez porażki. W 1. kolejce turnieju z 2008 r. pokonał go James Wade. Później turniej zdominował Michael van Gerwen, wygrywając go siedmiokrotnie (2013, 2016-2019 i 2022-2023).

## Sponsorzy
- 2005, 2011: 888.com
- 2006–2007: Holsten
- 2008–2010: Whyte and Mackay
- 2012–2013: McCoy’s
- 2014–2017: Betway
- 2018–2021: Unibet
- 2022–2023: Cazoo
- od 2024: BetMGM

## Wyniki
| Rok  | Zwycięzca (średnia w finale)   | Wynik | 2. miejsce (średnia w finale) | Sponsor          | Pula nagród | Miejsce rozegrania finału          |
| ---- | ------------------------------ | ----- | ----------------------------- | ---------------- | ----------- | ---------------------------------- |
| 2005 | Phil Taylor (101,01)           | 16–4  | Colin Lloyd (97,20)           | 888.com          | £150 000    | G-Mex, Manchester                  |
| 2006 | Phil Taylor (101,41)           | 16–6  | Ronald Scholten (92,01)       | Holsten          | £167 500    | Plymouth Pavilions                 |
| 2007 | Phil Taylor (99,20)            | 16–6  | Terry Jenkins (90,81)         | Holsten          | £265 000    | The Brighton Centre                |
| 2008 | Phil Taylor (108,36)           | 16–8  | James Wade (100,14)           | Whyte and Mackay | £340 000    | Cardiff International Arena        |
| 2009 | James Wade (90,38)             | 13–8  | Mervyn King (85,83)           | Whyte and Mackay | £405 000    | Wembley Arena                      |
| 2010 | Phil Taylor (111,67)           | 10–8  | James Wade (100,08)           | Whyte and Mackay | £410 000    | Wembley Arena                      |
| 2011 | Gary Anderson (94,67)          | 10–4  | Adrian Lewis (85,75)          | 888.com          | £410 000    | Wembley Arena                      |
| 2012 | Phil Taylor (97,08)            | 10–7  | Simon Whitlock (95,32)        | McCoy’s          | £450 000    | The O2 Arena, Londyn               |
| 2013 | Michael van Gerwen (103,29)    | 10–8  | Phil Taylor (104,10)          | McCoy’s          | £520 000    | The O2 Arena, Londyn               |
| 2014 | Raymond van Barneveld (101,93) | 10–6  | Michael van Gerwen (102,98)   | Betway           | £550 000    | The O2 Arena, Londyn               |
| 2015 | Gary Anderson (104,85)         | 11–7  | Michael van Gerwen (105,81)   | Betway           | £700 000    | The O2 Arena, Londyn               |
| 2016 | Michael van Gerwen (104,68)    | 11–3  | Phil Taylor (98,84)           | Betway           | £725 000    | The O2 Arena, Londyn               |
| 2017 | Michael van Gerwen (104,76)    | 11–10 | Peter Wright (101,06)         | Betway           | £825 000    | The O2 Arena, Londyn               |
| 2018 | Michael van Gerwen (112,37)    | 11–4  | Michael Smith (97,01)         | Unibet           | £825 000    | The O2 Arena, Londyn               |
| 2019 | Michael van Gerwen (103,36)    | 11–5  | Rob Cross (100,98)            | Unibet           | £825 000    | The O2 Arena, Londyn               |
| 2020 | Glen Durrant (91,84)           | 11–8  | Nathan Aspinall (92,15)       | Unibet           | £825 000    | Ricoh Arena, Coventry              |
| 2021 | Jonny Clayton (100,18)         | 11–5  | José de Sousa (100,53)        | Unibet           | £855 000    | Marshall Arena, Milton Keynes      |
| 2022 | Michael van Gerwen (99,10)     | 11–10 | Joe Cullen (99,36)            | Cazoo            | £1 000 000  | Mercedes-Benz Arena Berlin, Berlin |
| 2023 | Michael van Gerwen (105,43)    | 11–5  | Gerwyn Price (99,50)          | Cazoo            | £1 000 000  | The O2 Arena, Londyn               |
| 2024 | Luke Littler (105,60)          | 11–7  | Luke Humphries (102,47)       | BetMGM           | £1 000 000  | The O2 Arena, Londyn               |
| 2025 | Luke Humphries (97,86)         | 11–8  | Luke Littler (100,29)         | BetMGM           | £1 000 000  | The O2 Arena, Londyn               |